# Ламноподібні
Ламноподібні (Lamniformes) — ряд акул, представниками якого є великі океанічні акули з торпедоподібною формою тіла, у яких один анальний і два спинних плавця без шипів. Представники ряду мешкають в теплих і помірних водах всіх океанів. Багато хто з них несуть небезпеку для людини.

## Родини
- Лисячі акули (Alopiidae)
- Гігантські акули (Cetorhinidae)
- Оселедцеві акули (Lamnidae)
- Великороті акули (Megachasmidae)
- Скапаноринхові акули (Mitsukurinidae)
- Піщані акули (Odontaspididae)
- Несправжьопіщані акули (Pseudocarchariidae)
- †Anacoracidae
- †Aquilolamnidae
- †Cardabiodontidae
- †Cretoxyrhinidae
- †Otodontidae